# Peristylus tipuliferus
Peristylus tipuliferus är en orkidéart som först beskrevs av C.S.P.Parish och Heinrich Gustav Reichenbach, och fick sitt nu gällande namn av Susil Kumar Mukerjee. Peristylus tipuliferus ingår i släktet Peristylus och familjen orkidéer. Inga underarter finns listade i Catalogue of Life.